# Сабинин, Леонид Тихонович
Леонид Тихонович Сабинин (родился 11 января 1942 года) — советский гандболист, регбист и регбийный тренер, основатель и тренер команды РК «Политехник» (ныне «Красный Яр»), руководивший ею в 1969—1978 годах. Доцент кафедры физической культуры при Институте физкультуры, спорта и туризма Сибирского федерального университета.

## Биография

### Начало регбийной карьеры
Родился в 1942 году в Белгородской области. Увлекался спортом: в восьмом классе школы начал играть в гандбол, после окончания школы играл за городскую футбольную команду. По собственным словам, изначально был самым низким по росту в классе. В 1960 году Сабинин намеревался поступать в Воронежский лесотехнический институт, когда познакомился с регби. Поступил он только через год, а тренер принял Сабинина в команды по гандболу и регби. С 1965 года Сабинин выступал за воронежские команды по гандболу и регби на чемпионатах РСФСР, а позже играл за сборную РСФСР по гандболу на чемпионате среди студентов, заняв 5-е место и выполнив норматив мастера спорта. Однако поскольку оформление званий занимало два месяца, Сабинин вслед за женой уехал в Красноярск. По одной из версий, из гандбола Сабинин окончательно ушёл, поскольку игроки гандбольной команды всегда отмечали свои победы и поражения, выпивая вместе с тренером, что для Леонида было неприемлемым/
В 1969 году Сабинин окончил Красноярский политехнический институт, основав там первую секцию регби и возглавив команду «Политехник», с которой прошёл путь до участника Высшей лиги чемпионата СССР. Среди игроков команды первого созыва были её будущий многолетний капитан Андрей Науменко, Виктор Дмитриев, будущий губернатор Сахалинской области Игорь Фархутдинов и ветеран команды Анатолий Ивашкин, выигравший первый титул чемпиона СССР в составе красноярского клуба. Изначально он проводил тренировки на поляне возле института, а позже в институтских коридорах. Спустя полгода для тренировок в спортзалах Сабинин сумел выбить для своей команды время с 11 часов вечера. На тренировках его игроки пробовали играть и в футбол, и в гандбол, и в баскетбол с захватами и толчками.

### Выступления «Политехника»
В 1970 году под руководством Сабинина «Политехник» дебютировал в отборочных матчах чемпионата РСФСР, проведя матч в Новокузнецке против местной команды СМИ: игру судил Валентин Григорянц. Сабинин пробил пять штрафных, попав один раз, и заработал единственные очки своей команды: новокузнецкая команда победила клуб «Политехник» со счётом 18:3. На следующий день в повторном матче команда Сабинина проиграла уже со счётом 6:9. Через год на первенстве ЦС «Буревестник» команда Сабинина играла против клуба «Фили», которым руководил Борис Гаврилов, и проиграла все матчи на турнире; в том же году команда выиграла первый матч в первенстве РСФСР. Через год «Политехник» стал бронзовым призёром чемпионата РСФСР и попал в призёры студенческого первенства СССР.
Весной 1973 года клуб выиграл два стыковых матча против «Родины» из Химок, вытеснив их из группы «Б» чемпионата СССР, и вышел в Первую лигу СССР. В 1974 году «Политехник» вышел в финал Первой лиги, пройдя в группу «А» и заняв 2-е место вслед за командой МАИ в розыгрыше, а Сабинин попал в список 30 лучших регбистов СССР. Команда должна была выступить в Высшей лиге СССР в 1975 году, однако в Москве год тому назад был образован клуб «Слава»: в обход регламента с учётом интересов «Славы» был организован переходный турнир, и красноярские игроки вынуждены были снова играть в Первой лиге (группа «Б»). «Политехник» занял 5-е место, но Сабинин снова попал в список 30 лучших регбистов СССР и получил звание мастера спорта по регби.
В 1976 году клуб попал в полуфинал Кубка СССР, не пройдя напрямую в Высшую лигу и уступив «Буревестнику» и «Приморцу». Однако в Ленинграде решили объединить обе эти команды, и вторая путёвка в Высшую лигу досталась как раз «Политехнику». Через год клуб выиграл чемпионат РСФСР, опередив действующих чемпионов из ВВА, которые оставались сильной командой, несмотря на отсутствие ряда игроков, уехавших в расположение сборной СССР. В решающем матче против ВВА почти весь первый тайм москвичи вели, однако в самом конце судья назначил штрафной с середины поля: Сабинин решил пробить по воротам и попал, позволив красноярцам уйти на перерыв с преимуществом в одно очко, а во втором тайме «Политехник» отстоял победу.
В 1977 году клуб дебютировал в Высшей лиге, снова дойдя до полуфинала Кубка СССР: команда заняла 9-е место и выбыла из Высшей лиги, хотя имела шансы на сохранение прописки. В 1978 году в связи с реорганизацией союзного чемпионата «Политехник» выступил на турнире в Фергане в рамках Первой лиги, выиграв его, а затем вышел в финал чемпионата «Б», заняв там 8-е место. В том же году команда добилась возвращения в Высшую лигу, однако этот год стал последним для Сабинина как тренера: он сломал ногу и вынужден был уступить пост тренера своему ученику Владимиру Грачёву, который перевёл клуб под покровительство производственного объединения «Экскаватортяжстрой». В 1981 году «Политехник» был преобразован в клуб «Экскаватортяжстрой», ставший в 1990 году известным как «Красный Яр». 
В 1982 году Сабинин стал собирать новую команду: официально в 1984 году он перешёл работать в Красноярский инженерно-строительный институт (КИСИ), где была создана команда «Строитель», подававшая заявку на участие в Высшей лиге, но снявшаяся из-за нехватки средств (позже игроки КИСИ перешли в «Сибтяжмаш», известный как «Енисей-СТМ»). Команда выступала в студенческих соревнованиях СССР, первенстве РСФСР и Первой лиге России, выиграв в 2011 году чемпионат Красноярского края и переиграв в финале «Политехник» со счётом 13:12.
Леонид Сабинин отыграл в регби почти до 50 лет, продолжая выступать на ветеранских турнирах: в 2009 году по случаю 40-летия образования «Красного Яра» состоялся матч между легендами красноярского и новокузнецкого регби, и Сабинин был лидером команды Новокузнецка (победили красноярцы со счётом 33:23), а в 2012 году на своё 70-летие он отыграл зимой целый тайм и даже забил дроп-гол. В настоящее время является руководителем специализации «Футбол» на кафедре физической культуры в Институте физической культуры, спорта и туризма при Сибирском федеральном университете.

### Вне регби
Сабинин подготовил более 300 кандидатов в мастера спорта и 11 мастеров спорта, а также свыше 15 игроков для сборной СССР. Известен как автор ряда публицистических и методических работ, в том числе учебного пособия «Эталонная модель регбиста и комплектование регбийной команды вуза» (2007). По словам Сабинина, всего он подготовил около 30 игроков сборных СССР и России, однако так и не получил даже звания «Заслуженный деятель физкультуры и спорта».
Сабинин продолжает играть на занятиях со студентами в баскетбол, гандбол и волейбол, а также однажды выступил в матче по мини-футболу памяти Александра Милюшкина, преподавателя КИСИ, забив два гола.
3 ноября 2022 года введён в Зал славы российского регби.